# Western Monastery
Western Monastery is een boeddhistische tempel in Tsuen Wan, Hongkong, Volksrepubliek China. De tempel is zeer groot en het hele complex omvat 140.000 m². Het werd in 1972 gebouwd.
Het tempelcomplex bestaat uit de volgende gebouwen: Paifang, trommeltoren, kloktoren, Hal van de Vier Hemelse Koningen, Mahavirahal en eetzaal, Maitreyahal en een pagode.
Western Monastery ligt naast het tempelcomplex van Yuen Yuen Institute. Beide religieuze plaatsen zijn bereikbaar met de minibus numero 81 vanuit MTR-station van Tsuen Wan.